# Rio Prêto (vattendrag i Brasilien, Amapá)
Rio Prêto är ett vattendrag i Brasilien.   Det ligger i delstaten Amapá, i den norra delen av landet, 1 800 km norr om huvudstaden Brasília.
I omgivningen kring Rio Prêto växer i huvudsak städsegrön lövskog. Området är mycket glesbefolkat, med 3 invånare per kvadratkilometer.